# Xenolechia
Xenolechia is een geslacht van vlinders van de familie tastermotten (Gelechiidae).

## Soorten
- X. aethiops

Dopheidezwerfmot (Humphreys & Westwood, 1845)
- X. basistrigella (Zeller, 1873)
- X. lindae Huemer & Karsholt, 1999
- X. ontariensis (Keifer, 1933)
- X. pseudovulgella Huemer & Karsholt, 1999
- X. querciphaga Keifer, 1933
- X. quinquecristatella (Chambers, 1878)
- X. velatella (Busck, 1907)